# Anders Gustaf Johansson
Anders Gustaf Johansson, född 6 september 1847 i Kyrkefalla socken, död 23 juni 1921 i Alingsås, var en svensk kantor och amatörorgelbyggare i Floda, Skallsjö socken (nuvarande Lerums kommun). Johansson byggde under 1800-talets slut några mindre orgelverk i Västsverige. Under 1900-talet samarbetade han med orgelbyggaren Anders Petter Loocrantz i Alingsås, bland annat med Edsleskogs kyrkas orgel år 1905.

## Orglar
| År   | Ursprunglig kyrka | Stift | Bild | Manualer | Pedal | Stämmor | Bevarad orgel/fasad | Övrigt        |
| ---- | ----------------- | ----- | ---- | -------- | ----- | ------- | ------------------- | ------------- |
| 1876 | Ysby kyrka        |       |      |          |       |         |                     |               |
| 1877 | Näsinge kyrka     |       |      |          |       |         |                     |               |
| 1892 | Bäcke kyrka       |       |      |          |       |         |                     |               |
| 1895 | Fröskogs kyrka    |       |      |          |       |         |                     |               |
| 1896 | Ödskölts kyrka    |       |      |          |       |         |                     |               |
| 1898 | Höganäs bruk      |       |      |          |       |         |                     |               |
| 1899 | Håbols kyrka      |       |      |          |       |         |                     |               |
| 1905 | Skallsjö kyrka    |       |      |          |       |         |                     | Ombyggnation. |